# Pixie und Dixie
Pixie und Dixie ist eine Serie um zwei Mäusebrüder aus den Zeichentrickstudios von Hanna-Barbera. Ihre Abenteuer wurden ab 1958 in den USA im Rahmen der Huckleberry Hound Show gesendet, welche neben Pixie und Dixie noch zwei weitere Serien enthielt: Huckleberry Hound und Yogi Bär (später ersetzt durch Yakky Doodle). Die Cartoon-Show lief in der ARD unter dem Titel Hucky und seine Freunde in sämtlichen Regionalprogrammen der 1960er Jahre und war die erste langjährige Zeichentricksendung im westdeutschen Fernsehen.
Pixie und Dixie müssen sich stets gegen die Angriffe von Kater Jinks (USA: Mr. Jinks) zur Wehr setzen, der sich als Mäusefänger beweisen will. Doch regelmäßig zieht er bei den Verfolgungsjagden den Kürzeren.
Die Serie ähnelt in ihren Grundzügen teilweise Tom und Jerry, einer Kinovorfilmserie von William Hanna und Joe Barbera, die von den beiden Künstlern für MGM geschaffen wurde, bevor sie ihr eigenes Studio gründeten. Der Grundkonflikt "Katze kontra Maus" ist gleich. Unterschiede gibt es in der Animation: wurden Tom und Jerry noch voll animiert, so kam bei Pixie und Dixie die wesentlich kostengünstigere Limited Animation zur Anwendung (wie bei allen anderen TV-Serien von Hanna-Barbera auch). - Andererseits wurden Pixie, Dixie und Jinks in amerikanischer wie in deutscher Fassung mit originellen Synchronstimmen versehen, während Tom und Jerry im Kino nicht sprachen.
Die Abenteuer von Pixie und Dixie erschienen auch in den Comic-Reihen des Neuen Tessloff Verlages unter den Titeln Hucky und seine Freunde, Familie Feuerstein und Die Jetsons. Kater Jinks nannte sich dort allerdings Anton.